# Jōkō-ji
Jōkō-ji (常光寺) és un temple budista situat a Yao, prefectura d'Osaka, Japó. Va ser fundada al període Nara per Gyōki.